# Памятник Чехову (Улан-Удэ)
Памятник А. П. Чехову — бронзовый монумент, который был установлен в честь 347-летия Улан-Удэ в память о пребывании писателя в городе в 1890 году. В Улан-Удэ памятник расположен возле здания музея истории города (дома Голдобина). Утверждалось, что у города были две главных причины установки памятнику Чехову — его лестная оценка Верхнеудинска, подобную которой он не дал ни одному сибирскому городу. А также тот факт, что Чехов, наравне с Достоевским — самый читаемый русский писатель за рубежом. Иностранным туристам будет приятно увидеть узнаваемый облик писателя.

## Описание
Скульптор изобразил писателя сидящим на скамейке: одной рукой он опирается на зонт, сбоку лежит саквояж. Идея композиции в том, что Чехов после долгого пути присел отдохнуть на скамейку, положив рядом с собой саквояж и шляпу с зонтиком.
Бронзовая фигура Антона Павловича высотой 1,75 метра заняла место на скамейке у музея истории города на пешеходной части улицы Ленина. Рядом находится дощечка с цитатой из классика, в которой он отзывается о Верхнеудинске (название Улан-Удэ до 1934 года), как о «миленьком городке».
В год открытия памятник повредили вандалы.

## История пребывания Чехова в городе
В Верхнеудинске Чехов побывал проездом по пути на Сахалин в 1890-м году. Здесь он посетил Одигитриевский храм, провел ночь в гостинице с 14 на 15 июня, и отправил с местной почты письмо, где, в частности, написал, что «Верхнеудинск — миленький городок». Эта единственная фраза Чехова и стала знаменитой в Улан-Удэ.